# Лотос
 Ло́тос  (Nelumbo) — рід дводольних рослин, єдиний представник родини лотосові (Nelumbonaceae).

## Види
За інформацією бази даних The Plant List рід Лотос об'єднує три види:
- Nelumbo nucifera Gaertn. (1788) — Лотос горіхоносний, або Лотос індійський.
- Nelumbo lutea Pers. (1807) — Лотос жовтий, або Лотос американський.
- Nelumbo pentapetala (Walter) Fernald (1934) — Лотос п'ятипелюстковий.

## Лотос в культурі
Під цією назвою у стародавніх греків були відомі різні рослини, плоди яких вживали в їжу. Головним чином розрізняли єгипетські та кирійські лотоси.
Лотос, згадуваний Теофрастом, є Zizyphus lotus L., чагарник з родини Крушинових. Тепер[коли?] ця рослина зустрічається в Південній Європі. Родом вона з Північної Африки. Його плід — це кістянка, величиною зі сливу, дуже смачна. У стародавні часи ці плоди вживали народи Північної Африки в їжу (ймовірно, лотофаги Гомера належали до цих народів).
В Індії та Єгипті, а також і в Діоскорида, лотосом називали різні види латаття (Nymphaea caerulea Saw., N. Lotus L.), а також лотос горіхоносний Nelumbo nucifera (Gaertn.).
Ця — священна в очах тубільця — рослина росте в стоячих і повільно текучих водах по Нілу і Гангу. Горіхоносні плоди у древніх називали єгипетськими бобами, faba egyptiaca. З насіння і кореневища видобувається борошно. N. speciosum дикоросла, зустрічається в Середній і Південній Азії.

## Символіка лотоса в буддизмі
У буддизмі лотос служить традиційним символом чистоти. Лотос народжується в брудній болотяній воді, однак з'являється на світ чистим і незабрудненим. Подібно до цього «істоти, народжені в одному зі світів сансари, але щирі практики вчення Будди, здатні з часом позбутися мороку».
| Як квітка лотоса, народжена з бруду незабрудненою, так і тут, вона уособлює собою неприв'язаність до сансари, хоч і перебуває в ній. |
Зображення лотоса широко поширене в буддійському прикладному мистецтві.
Всі чотири сили знаходяться в лотосі, а саме:

## Використання лотоса
- З насіння лотоса роблять вервиці.
- Насіння лотоса використовують в кулінарії, зокрема у виробництві мункейків.
- Корінь лотоса Nelumbo nucifera вживають в їжу в азійській кухні, він вважається делікатесом.
- Квітку лотоса зображено на прапорі республіки Калмикія.